# New Zealand's Next Top Model
New Zealand's Next Top Model (abbreviato anche come NZNTM) è un programma neozelandese basato sul format statunitense America's Next Top Model.
Come nel reality show statunitense, alcune aspiranti modelle si sfidano con servizi fotografici e sfide per il titolo di New Zealand's Next Top Model, infatti ogni settimana i giudici valutano le foto delle ragazze e puntata dopo puntata vengono eliminate le concorrenti finché non ne rimane una che si aggiudica il titolo e il premio in palio.

## Edizioni
| Edizione | Messa in onda  | Vincitrice                  | Seconda/e classificata/e               | Altre concorrenti in ordine di eliminazione | Numero di concorrenti | Destinazione internazionale |
| -------- | -------------- | --------------------------- | -------------------------------------- | --- | --------------------- | --------------------------- |
| 1        | 13 marzo 2009  | Christobelle Grierson-Ryrie | Laura Scaife                           | Tiffany Butler, Sarah Yearbury, Olivia Murphy, Rhiannon Lawrence, Ajoh Chol, Rebecca-Rose Harvey, Lucy Murphy, Teryl-Leigh Bourke, Victoria Williams, Ruby Higgins, Hosanna Horsfall | 13                    | Sydney Los Angeles          |
| 2        | 6 agosto 2010  | Danielle Hayes              | Michaela Steenkamp                     | Estelle Curd, Jamie Himiona, Aafreen Vaz, Amelia Gough, Eva Duncan, Lauren Bangs, Holly Potton, Nellie Jenkins, Lara Kingsbeer, Dakota Biddle, Courtenay Scott-Hill, Elza Jenkins    | 14                    | Phuket                      |
| 3        | 10 giugno 2011 | Brigette Thomas             | Bianca Cutts-Karaman & Rosanagh Wypych | Aminah Mohamed, Holly Reid, Yanna Hampe, Briana Allen, Amber Douglas, Tyne Aitken, Arihana Taiaroa, Aroha Newby, Hillary Cross, Asher-Jayne "A.J." Moore, Isabel "Izzy" Thorpe       | 14                    | Abu Dhabi                   |